# Cima Carega
Cima Carega – szczyt w paśmie Prealpi Vicentine, w Alpach Wschodnich. Leży na granicy regionów Trydent-Górna Adyga i Wenecja Euganejska, w północnych Włoszech. Szczyt ten jest najwyższym wierzchołkiem masywu Carega. Tuż pod szczytem znajduje się schronisko Fraccaroli Mario.